# Florín caribeño
El florín caribeño (neerlandés: Caribische gulden) es la moneda de Curazao y San Martín.
Empezó su circulación el 31 de marzo de 2025, sustituyendo al florín antillano neerlandés a una tasa de cambio de 1:1. Tras un período de cocirculación hasta el 30 de junio de 2025, el florín antillano neerlandés dejó de ser de curso legal.

## Monedas y billetes
Los valores acuñados en moneda son los de 1, 5, 10, 25 y 50 céntimos, 1 y 5 florines; mientras que las denominaciones de los billetes son 10, 20, 50, 100 y 200 florines.

## Otras alternativas
Tras la disolución de las Antillas Neerlandesas el 10 de octubre de 2010, las otras tres islas que formaban las Antillas Neerlandesas (Bonaire, San Eustaquio y Saba) optaron por usar el dólar estadounidense a partir del 1 de enero de 2011. Tanto en Curazao como en San Martín hay gente que piensa que la utilización del dólar habría tenido más sentido dada la alta tasa de comercio que llevan a cabo con los Estados Unidos; sin embargo, no hubo ningún referéndum al respecto.
También se rechazó la utilización del euro en las islas; la divisa de los Países Bajos.